# کوه نیتای
کوه نیتای (به لاتین: Mount Nitai) یک کوه در اسرائیل است که در اسرائیل واقع شده‌است.